# Черни клобуки
Черните клобуки, черните клобуци или черните шапки (на руски: Чёрные клобуки; на украински: Чорні клобуки, тюркски: каракалпаки, черни шапки) са група тюркоезични номадски или полуномадски племена, предимно узи, които населяват земите на юг от руските княжества през XII и началото на XIII век. Като васали на киевските князе черните клобуки участват в руските междуособици от този период и образуват съществена част от кавалерията на киевската армия.
За пръв път терминът „черни клобуки“ се появява в Ипатиевската летопис в 1146 година, а за последен - в 1193 година. Някои автори смятат, че в състава на черните клобуци са влизали и кумани., а други предполагат, че в съюза на черните клобуки наред с торки (узи) влизат и племената на ковуите и каепичите, както и части от печенезите, берендеите и други по-малки огузоезични групи.
След настаняването си по руската граница черните шапки се превръщат в полуоседнало население и са християнизирани.
Черните клобуки са важен фактор във военно отношение, който взима участие във войните на киевските князе с другите руски държави и с външните врагове, каквито са куманите и татарите. Военните сили на киевските князе, според Ипатиевската летопис, се състоят от три части – киевските граждани, черните клобуки и княжеската дружина. В политически план черните клобуки също са от значение за Киевското княжество. Заедно с болярите те взимат решение при избора на новите князе.
Основните селища на черните клобуци се намират на юг от Киев край река Рос. Техен център е крепостта Торческ.
Персийският историк Рашид-ад-дин (XIII-XIV век), описвайки татаро-монголското нашествие в Русия през 1240 г., пише: „Князете Бату и неговите братя, Кадан, Бури и Бучек потеглили на поход в страната на русите и на народа на черните шапки и за 9 дни превзели града на русите, наречен Манкеран (Киев)“
Съществува теза, която свързва произхода на гагаузите с племената на черните шапки.